# Universe at War: Earth Assault
Universe at War: Earth Assault est un jeu de stratégie en temps réel développé par Petroglyph Games et édité par Sega. Il est sorti sur PC en janvier 2008 et sur Xbox 360 en mars 2008.

## Synopsis
Le jeu prend place en 2012. L'humanité est au bord de l'extinction: une race extraterrestre, appelée la Hiérarchie, a envahi la Terre et projette d'éradiquer toute forme de vie. En raison d'un cruel retard technologique face à ces envahisseurs, les humains ne sont pas en mesure de stopper l'invasion. Cependant, une autre faction extraterrestre, les Novus, ennemis de toujours de la Hiérarchie, débarquent à leur tour sur la planète bleue et acceptent de combattre aux côtés des défenseurs. Enfin, une troisième race, les Masari, en raison de l'agitation provoquée par ce conflit, vont également entrer en guerre contre les autres factions, notamment parce qu'ils ont créé la Hiérarchie par le passé et sont bien décidés à réparer leur erreur.
Dans Universe at War: Earth Assault, le joueur peut incarner chacune de ces trois factions.

## Accueil
| Universe at War: Earth Assault |      |        |
| Média                          | Pays | Notes  |
| Cyber Stratège                 | FR   | 7/10   |
| Eurogamer                      | GB   | 7/10   |
| GameSpot                       | US   | 75 %   |
| IGN                            | US   | 80 %   |
| Jeuxvideo.com                  | FR   | 15/20  |
| Joystick                       | FR   | 6/10   |
| Compilations de notes          |      |        |
| Metacritic                     | US   | 77 %   |
| GameRankings                   | US   | 76,4 % |